# Trichomanes johnstonense
Trichomanes johnstonense là một loài dương xỉ trong họ Hymenophyllaceae. Loài này được Bail. mô tả khoa học đầu tiên năm 1884.
Danh pháp khoa học của loài này chưa được làm sáng tỏ. 